# Aunby
Aunby – wieś w Anglii, w hrabstwie Lincolnshire, w dystrykcie South Kesteven. Leży 59 km na południe od Lincoln i 136 km na północ od Londynu.